# Salem (Virginia Occidental)
Salem es una ciudad del estado de Virginia Occidental, en Estados Unidos. Salem fue colonizada en el verano de 1790, por cuarenta familias bautistas del séptimo día, procedentes de Shrewsbury, Nueva Jersey, el nuevo asentamiento fue llamado "Nueva Salem".
Está situada en el condado de Harrison, en el cruce entre la Ruta 50 y la Ruta 23 de Virginia Occidental. De acuerdo con la Oficina del Censo de los Estados Unidos, su área total es de 3.6 km². Su población en 2000 era de 2006 habitantes.
En ella se encuentra la Universidad Internacional de Salem.